# E611
La ruta europea E611 és una carretera que forma part de la Xarxa de carreteres europees. Comença a Lió (França) i finalitza a Pont-d'Ain (França). Té una longitud de 51 km. Té una orientació de sud a nord.